# Jack Waite
Jack Waite (ur. 1 maja 1969 w Madison) – amerykański tenisista.

## Kariera tenisowa
Jako zawodowy tenisista Waite występował w latach 1993–2002.
Sukcesy odnosił głównie w grze podwójnej, w której odniósł 3 zwycięstwa rangi ATP World Tour oraz awansował do 8 finałów.
Waite zdobył również złoty medal igrzysk panamerykańskich w Mar del Plata w 1995 roku w konkurencji gry mieszanej, wspólnie z Shaun Stafford.
W rankingu gry pojedynczej Waite najwyżej był na 410. miejscu (21 czerwca 1993), a w klasyfikacji gry podwójnej na 44. pozycji (8 września 1997).

### Finały w turniejach ATP World Tour
| Legenda                                      |
| -------------------------------------------- |
| Wielki Szlem                                 |
| Igrzyska olimpijskie                         |
| Tennis Masters Cup / ATP Finals              |
| ATP Masters Series / ATP Tour Masters 1000   |
| ATP International Series Gold / ATP Tour 500 |
| ATP International Series / ATP Tour 250      |

#### Gra podwójna (3–8)
| Końcowy wynik | Nr | Data                | Turniej    | Nawierzchnia    | Partner            | Przeciwnicy                       | Wynik finału        |
| ------------- | -- | ------------------- | ---------- | --------------- | ------------------ | --------------------------------- | ------------------- |
| Zwycięzca     | 1. | 2 października 1994 | Palermo    | Ceglana         | Tom Kempers        | Neil Broad Greg Van Emburgh       | 7:6, 6:4            |
| Finalista     | 1. | 8 października 1995 | Walencja   | Ceglana         | Tom Kempers        | Tomás Carbonell Francisco Roig    | 5:7, 3:6            |
| Zwycięzca     | 2. | 14 stycznia 1996    | Auckland   | Twarda          | Marcos Ondruska    | Jonas Björkman Brett Steven       | walkower            |
| Finalista     | 2. | 4 sierpnia 1996     | Amsterdam  | Ceglana         | Rikard Bergh       | Donald Johnson Francisco Montana  | 4:6, 6:3, 2:6       |
| Zwycięzca     | 3. | 6 października 1996 | Marbella   | Ceglana         | Andrew Kratzmann   | Pablo Albano Lucas Arnold Ker     | 6:7, 6:3, 6:4       |
| Finalista     | 3. | 15 czerwca 1997     | Bolonia    | Ceglana         | Dave Randall       | Gustavo Kuerten Fernando Meligeni | 2:6, 5:7            |
| Finalista     | 4. | 26 sierpnia 1997    | Boston     | Twarda          | Dave Randall       | Jacco Eltingh Paul Haarhuis       | 4:6, 2:6            |
| Finalista     | 5. | 30 sierpnia 1998    | Boston     | Twarda          | Chris Haggard      | Jacco Eltingh Paul Haarhuis       | 3:6, 2:6            |
| Finalista     | 6. | 25 lipca 1999       | Stuttgart  | Ceglana         | Ałeksandar Kitinow | Jaime Oncins Daniel Orsanic       | 2:6, 1:6            |
| Finalista     | 7. | 30 lipca 2000       | San Marino | Ceglana         | Gastón Etlis       | Tomáš Cibulec Leoš Friedl         | 6:7(1), 5:7         |
| Finalista     | 8. | 12 listopada 2000   | Lyon       | Dywanowa (hala) | Ivan Ljubičić      | Paul Haarhuis Sandon Stolle       | 1:6, 7:6(2), 6:7(7) |